# Heliodoxa rubricauda
O beija-flor-rubi, beija-flor-papo-de-fogo, estrela-vermelha-da-mata, papo-de-fogo, topázio ou colibri-de-cauda-rubi  (Clytolaema rubricauda, também Heliodoxa rubricauda) é uma espécie de colibri que habita a orla de florestas (Mata Atlântica), matas secundárias, jardins e parques do leste do Brasil.

## Nomenclatura
Em 2021, o nome beija-flor-rubi foi selecionado como nome vernáculo técnico para a espécie pelo Comitê Brasileiro de Registros Ornitológicos (CBRO).

## Aparência
Mede aproximadamente 14 cm. De aparência robusta, possui um porte relativamente grande, em relação a outras espécies de beija-flor. O macho é verde escuro metálico, com as asas e cauda de um tom acobreado escuro e a garganta (papo) de um iridescente tom de rubi (por isso também popularmente chamado de “Papo  Vermelho”).
A fêmea em geral é menor cerca de 1 cm, quando comparada ao macho. Tem o dorso na cor de um verde mais claro e a frente peitoral possui cor amarelada, próxima do ocre. Ambos os sexos possuem uma mancha branca ao lado dos olhos e bico reto de cor preta.

## Comportamento
Um dos mais agressivos em relação a sua fonte de alimento. Costuma atacar e perseguir os colibris invasores, inclusive outras espécies. É um visitante muito usual dos alimentadores artificiais.
Apreciam as áreas de altitude, sendo muito vistos nos jardins e parques nos altos da Serra da Mantiqueira. Passando o ano inteiro no local, toleram bem ao inverno nestas regiões. Lugar esse, onde é comum a temperatura cair abaixo de zero grau Celsius.